# Stich (Landesstraße 360)
Stich (auch Thanheimer Steige) ist der umgangssprachliche Ausdruck für einen Abschnitt der Landesstraße 360 zwischen dem Ortsteil Thanheim der Gemeinde Bisingen und dem Albstädter Stadtteil Onstmettingen bzw. der Kreuzung der L360 und der K7141 nach Pfeffingen. An dieser Kreuzung auf der Passhöhe liegt das gleichnamige Gasthaus Stich.
Die Strecke ist eine steile Straße mit mehreren Serpentinen am Albaufstieg und verbindet die Gemeinde Bisingen (an der Bundesstraße 27 liegend) mit der Stadt Albstadt auf der Schwäbischen Alb. Sie ist eine von drei wichtigen Verbindungen im Zollernalbkreis auf die Schwäbische Alb neben der Bundesstraße 463 von Balingen nach Albstadt und der Bundesstraße 32 von Hechingen nach Burladingen.
Der Stich ist vom Ortsausgang Thanheim bis zur Passhöhe 3,8 Kilometer lang und überwindet einen Höhenunterschied von 209 Metern. Die Straße verläuft weitgehend parallel zum talbildenden Klingenbach.

## Erdrutsch

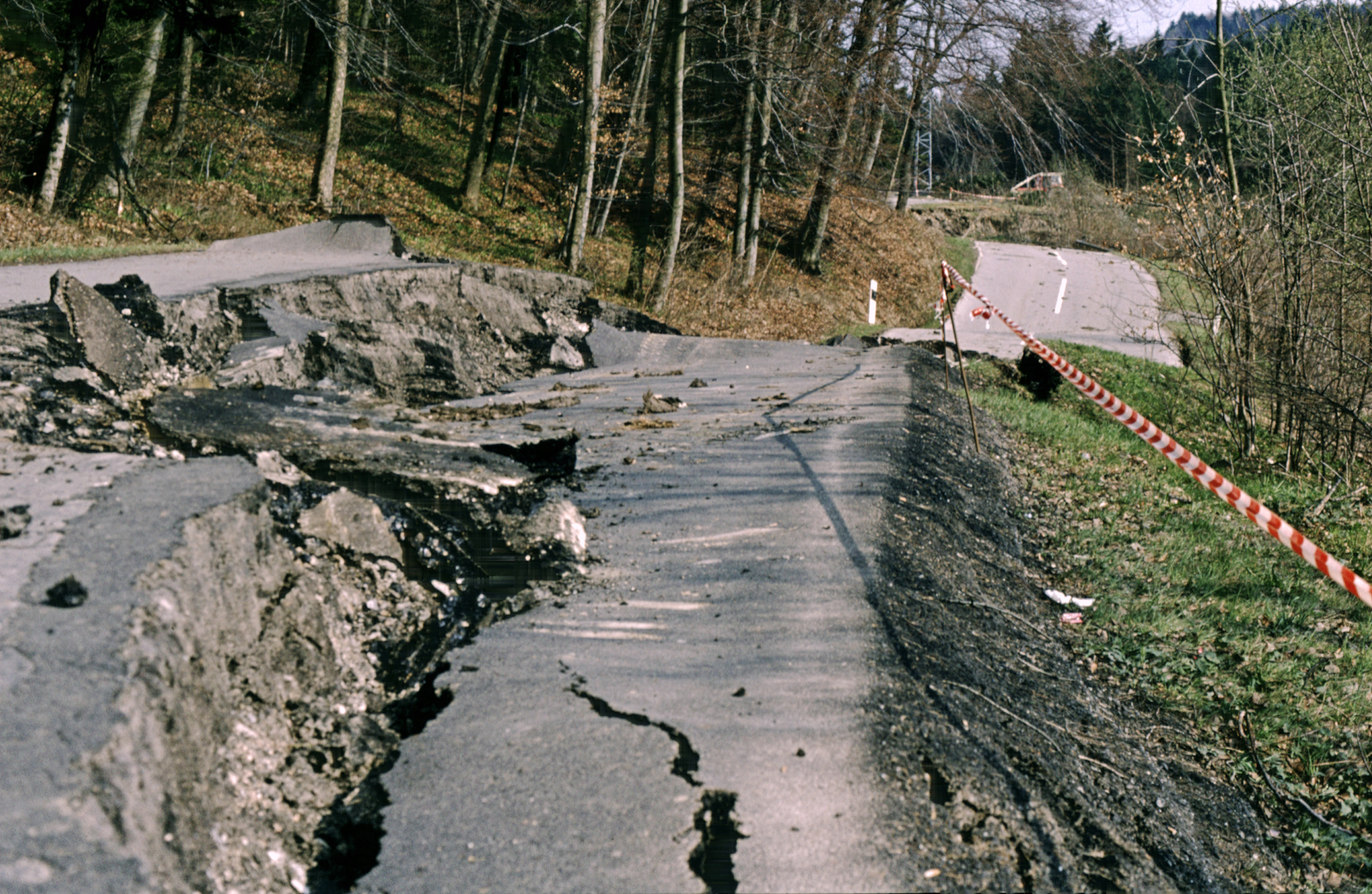
Beschädigte Straße im April 1980

Am 22. April 1980 zerstörte ein starker Erdrutsch die gesamte Straße, verursacht durch das Zusammentreffen von Schneeschmelze, starken Regenfällen und einem Erdbeben, das den Zollernalbkreis erschütterte. Infolge des Erdrutsches musste die Straße über drei Jahre komplett gesperrt und vollständig erneuert werden.
Auf Grund des labilen Untergrunds rutscht die Straße öfters. In den Jahren 2010 und 2011 wurden deshalb mehrere Drainagen und Untergrundbefestigungen eingebaut, die ein weiteres Rutschen verhindern bzw. minimieren sollen.